# Henry Landau
Pour les articles homonymes, voir Landau.
Henry Jacob Landau est un mathématicien américain, connu pour ses contributions à la théorie de l'information, en particulier à la théorie des fonctions à bande limitée (en) et sur les questions de moment.

## Formation
Il a reçu un Baccalauréat universitaire ès lettres (1953), une Maîtrise universitaire ès lettres (1955) et un doctorat (1957) de l'Université Harvard, ce dernier avec une thèse intitulée On Canonical Conformal Maps of Multiply Connected Regions, supervisé par Lars Ahlfors et Joseph L. Walsh.
Après l'obtention de son diplôme, Landau devient finalement devenu un Membre éminent de l'équipe technique dans les Laboratoires Bell, ainsi que par deux fois membre visiteur à l'Institute for Advanced Study de Princeton et professeur adjoint à l'Université de la ville de New York, l'Université chinoise de Hong Kong et l'Université Columbia.

## Publications
Ce qui suit est une liste de publications :